# Luxiaria despicata
Luxiaria despicata är en fjärilsart som beskrevs av Louis Beethoven Prout 1929. Luxiaria despicata ingår i släktet Luxiaria och familjen mätare. Inga underarter finns listade i Catalogue of Life.